# Presoterapija
Presoterapija je bezbolna, neinvazivna terapijska metoda koja omogućava detoksikaciju organizma, stimulacijom limfne drenaže, ili metoda kojom pritisak na određenim limfnim čvorovima menja limfni odgovor. Može se koristiti u uslovima limfedema, i/ili u uslovima zastoja tečnosti u međućelijskom prostoru koji otežava protok limfe kroz limfne sudove što usporava dostavu hranljivih materija ćelijama i time metaboličke procese u njima.
Presoterapije se zasniva na primeni adekvatnog, umerenog pritiska na gornje ili donje udove, koji se postiže posebno konstruisanim dodacima – nogavicama ili rukavima, sačinjenim od komora koje se naizmenično pune vazduhom. Redosled, trajanje terapije i pritisaka su stručno vođeni softverski i prethodno programirani postupci u zavisnosti od stanja koja se presoterapijom tretiraju.

## Nazivi
Limfoterapija — limfna drenaža — presoterapije — limfna fizioterapija

## Istorija
Nakon što je 1912. Aleksis Karel primio Nobelovu nagradu za uzgajanje živih ćelija, počela je primena metoda limfne drenaže koja se zasniva na njegovom istraživanju u kojem je on uzgajao ćelije pilećeg srca. Prema ovim istraživanjima ćelije su mogle večno da žive hraneći se sokom iz limfnih sudova. Time je Karel dokazao da zdravlje organizma zavisi od limfne cirkulacije, i da je zastoj u kretanju limfe jedan od razloga degeneracije i smrti ćelija, odnosno da se u pravilnoj limfnoj cirkulaciji skriva „eliksir" mladosti i života.
Limfoterapiju je prvi put predložio dr S. Artault de Vevei iz Pariskog terapijskog društva kao jednu od metoda lečenje zaraznih bolesti. Iako je imao mnogo pristalica ali i protivnika, ovaj tretman je posto veoma popularan u Italiji tokom 1960-ih i 1970-ih. Trenutno se praksa limfoterapije pretežno primenjuje u komplementarnoj i alternativnoj medicini.

## Osnovne informacije
Limfni sistem kao jedan od posebno važnih delova imunog sistema, a čine limfni čvorovi, grudna žlezda (timus) i slezina, koji su povezani limfnim sudovima. Limfni sistem predstavlja pomoćni put preko koga se tečnost iz međućelijskog prostora vraća u krvotok. Predstavlja jedan od glavnih puteva za apsorpciju i transport masti iz digestivnog trakta. Posle obroka bogatog mastima, limfa može da sadrži 1-2% masti. Takođe limfni sistem je deo imunog sistema organizma i ima važnu odbrambenu ulogu - štiti od infekcije. Bakterije, virusi i druge patogene čestice koje dospevaju u limfni sistem bivaju uništene u limfnim čvorovima.
Limfa koja cirkuliše kroz limfni sistem je bezbojna tečnost bogata limfocitima, ćelijama koje pružaju imuni odgovor organizma. Limfni sistem komunicira sa kardiovaskularnim sistemom preko venskih krvnih sudova, tako da je njegovo dobro funkcionisanje od velikog značaja za celokupnu cirkulaciju u organizmu.
Zastoj tečnosti u međućelijskom prostoru otežava protok limfe kroz limfne sudove što usporava dostavu hranljivih materija ćelijama i metaboličke procese u njima. Na kretanje limfe negativno mogu da utiču i spoljašnji faktori kao što je:
- Smanjeno kretanje
- Neravnomerno opterećenje mišića u određenoj regiji tela
- Stresna stanja
- Fizičko preopterećenje

Imajući napred navedeno u vidu cilj limfne drenaže jeste normalizovanje kretanja telesnih tečnosti, bilo da su one postale blokirane iz nekog od mnogobrojnih zdrastvenih razloga, ili kao posledica neadekvatnog načina života, stresa, bez dovoljno kretanja, sa nepravilnom i neredovnom ishranom. Polazći od ovih odlika limfnog sitma presoterapijom se želi poboljšatu stanje limfotoku njegovim ubrzanjem i preusmeravanjem kada je to potrebno, uz direktno i indirektno dejstvo na protok venske krvi.

## Namena
Presoterapija se primenjuje u cilju:
- uklanjanja masnih naslaga i celulita,
- redukcije tečnosti tokom procedura gubljenja telesne mase,
- učvršćivanja kože i vezivnog tkiva,
- pre i posle liposukcijskih tretmana,
- olakšavanja tegoba zbog natečenih (teških nogu),
- prevencije proširenja površinskih vena,[12]
- relaksacije i regeneracije mišića,
- detoksikacije uopšte.

Regenerišući efekti limfne drenaže nisu ograničeni samo na tkivo koje se drenira presoterapijom, već i na duboka tkiva, npr. kod osteoporoze i ukočenih zglobova.

## Indikacije
Presoterapija je indikovana za:
- Detoksikaciju (redukcija i eliminacija viška vode, toksina...),
- Redukciji tečnosti u procedurama gubljenja telesne mase,
- Prevenciju i redukciju celulita,
- Liposukcijske tretmane (pre i posle njihovog spprovođenja),
- Učvršćivanje kože i vezivnih tkiva.
- Lečenje post-operativne opstrukcije limfnih kanala
- Prevenciju i tretman varikoziteta (proširene vene)
- Lečenje sindroma karpalnog tunela (pre i posle operacije).[13]
- Lečenje Rejnoovog sindroma
- Tretman neuropatija, neuralgija
- Lečenje artroza, osteoporoza, gihta
- Tretman tenalgija - „teniski lakat", „skakačko koleno"
- Tretman steriliteta.[14]

## Kontraindikacije
Presoterapijom se ne preporučuje pacijentima koji imaju:
- srčane probleme,
- maligna oboljenja,
- vensku trombozu,
- proširene vene,
- aterosklerozu,
- kožne infekcije i ulceracije.

## Način primene
Presoterapija se izvodi tako što je pacijent pre terapije obučen u specijalne dodatke, u kojim je u relaksiranom, ležećem položaju i iyložen postupak terapije koji je dosta prijatan.
Jedna terapijska seansa obično traje od 30 do 60 minuta, a može se kombinovati sa drugim vrstama fizikalne terapije, kao i sa estetskim tretmanima, u proseku dva do tri puta nedeljno.

## Neželjeni efekti presoterapije
- Trenutna pojava bola,
- Ruptura kapilara – ukoliko pritisak prevazilazi preporučeni nivo
- Hematom,
- Vegetativna reakcija – kod pacijenata čiji je vegetativni sistem osetljiv,
- Nagomilavanje limfe – u oblastima koje nisu tretirane presoterapijom.

## Spoljašnje veze
- „Legal Aspects”. Research Council for Complementary Medicine. Архивирано из оригинала 21. 4. 2010. г. (језик: енглески)
- Lymphotherapy on Adeli Eesti OÜ (језик: енглески)

|  | Molimo Vas, obratite pažnju na važno upozorenje u vezi sa temama iz oblasti medicine (zdravlja). |